# Pedro Mogollón
Pedro Ramón Mogollón Rodríguez (Bogotá, 9 de enero de 1955) es un actor de cine, teatro y televisión colombiano.

## Biografía
Mogollón se inició en el teatro, formándose en la Escuela de Teatro de Bogotá y en el Teatro Libre en la misma ciudad.
Tras realizar papeles menores en televisión, en 1987 interpretó a Pierre de Falla en la telenovela San Tropel y un año más tarde integró el reparto de la serie El cacique y la diosa.
En la década de 1990 apareció en producciones televisivas como ¿Por qué mataron a Betty?, El oasis, La otra mitad del sol, La mujer del presidente y Marido y mujer.
La década de 2000 fue igualmente fructífera para el actor tras aparecer en una gran cantidad de series de televisión en su país, de las que destacan Solterita y a la orden, Sofía dame tiempo, El vuelo de la cometa, Pandillas guerra y paz y El cartel de los sapos, además de actuar en las películas Buscando a Miguel (2007) y La pasión de Gabriel (2008). En la década de 2010 ha integrado el reparto de las series de televisión La bruja, 5 viudas sueltas, El chivo y La niña.

## Filmografía

### Cine y televisión
| - 2022 - Hasta que la plata nos separe - Alfredo Urdaneta - 2020 - Amar y vivir - Lubián Portilla - 2019 - 2020 - El general Naranjo - 2019 - Bolívar - 2019 - La gloria de Lucho - Ernesto Salazar - 2017 - Sobreviviendo a Escobar, alias JJ - 2016 - La niña - 2016 - La viuda negra - 2014 - El Chivo - 2013 - 5 Viudas Sueltas - 2013 - Tres Caínes - 2012 - Historias clasificadas - 2012 - Escobar, el patrón del mal - 2011 - La Bruja - 2009 - Amor, mentiras y video - 2009 - Pandillas, guerra y paz - 2008 - La pasión de Gabriel - 2008 - El Cartel de los Sapos - 2008 - La pasión según nuestros días - 2007 - Mujeres asesinas - 2007 - Buscando a Miguel - 2005 - Juego limpio - 2004 - El vuelo de la cometa | - 2004 - Amor de mis amores - 2003 - Sofía dame tiempo - 2001 - Solterita y a la orden - 1999 - Marido y mujer - 1998 - Sin límites - 1997 - La mujer del presidente - 1996 - La otra mitad del sol - 1994 - El oasis - 1993 - Crónicas de una generación trágica - 1991 - ¿Por qué mataron a Betty si era tan buena muchacha? - 1988 - El cacique y la diosa - 1987 - San Tropel - 1985 - Tuyo es mi corazón |